# Ceratitis dumeti
Ceratitis dumeti är en tvåvingeart som beskrevs av Munro 1933. Ceratitis dumeti ingår i släktet Ceratitis och familjen borrflugor. Inga underarter finns listade i Catalogue of Life.